# Konstantin VII. Porfyrogennétos
Konstantin VII. Porfyrogennétos (tzn. „v purpuru zrozený“) (18. května 905 – 9. listopadu 959) byl oficiálně byzantským císařem v letech 913–959. Učený císař se však více než vládnutí věnoval literární činnosti. Zpočátku za něj vládla regentská rada v čele s patriarchou Nikolaem Mystikem, v letech 920–944 jeho spolucísař a tchán Roman I. Lakapenos. Teprve po jeho smrti se Konstantin sám ujal vládních úkolů.

## Literární činnost
Konstantin VII. Porfyrogennétos se stal vůdčí osobností vzdělanců, kteří se věnovali encyklopedickým pracím. To znamená, že prováděli rozsáhlou excerpční činnost, aby shromáždili z dosud napsaných děl souhrn poznatků potřebných pro výkon intelektuálních povolání i vládní praxi. Inicioval pořízení výpisků z řeckých historiků, od Herodota až po jeho dobu. Z těchto výpisků bylo sestaveno 53 encyklopedií (zachovalo se jen několik v neúplné podobě). Měly přinášet poučení politikům v oblasti státní správy, vojenství apod. (byly to např. Výpisky O poselstvích, O nástrahách ad.) Pořizovány byly také odborné encyklopedie, například zemědělská Geóponika zahrnula poznatky od antiky až po současnost (zemědělství považoval císař vedle vojenství a církve za velmi důležité pro chod státu).

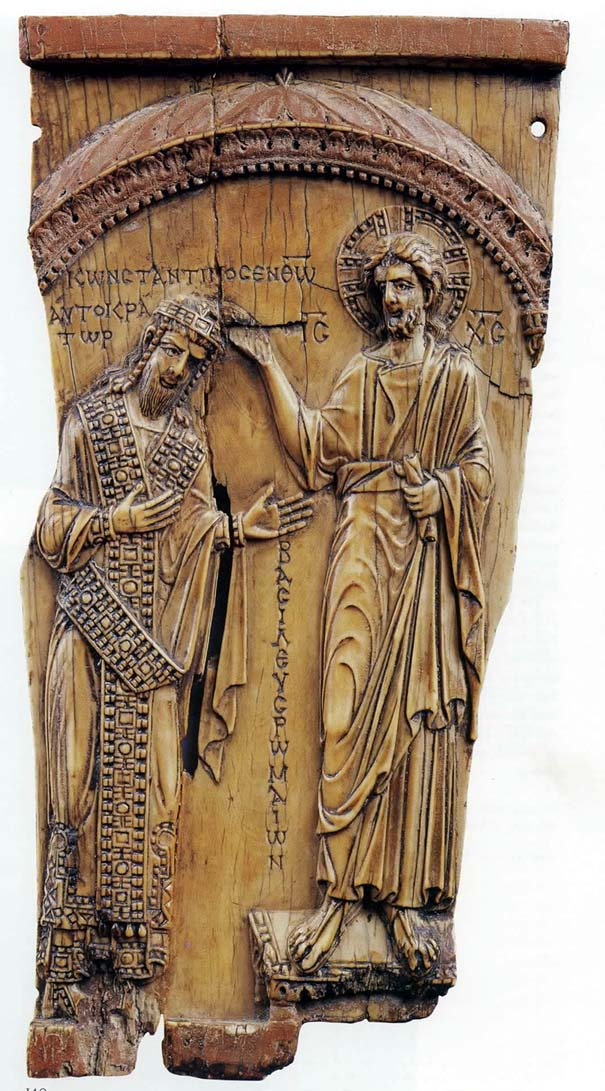
Kristus žehnající Konstantinu VII., řezba z roku 945

Konstantin osobně napsal několik spisů, jejichž základem byly jeho osobní zkušenosti a encyklopedická studia. Patří mezi ně oslavný životopis jeho děda Basileia I., dílo O ceremoniích a práce K synu Romanovi, známá pod latinským názvem De administrando imperio. Práce o ceremoniích měla sloužit k řádné správě říše – podle císaře bylo zárukou její stability zachovávání starých ceremonií. Myšlenka, že uchování tradic přispěje k velikosti říše a její řádné správě, zůstala živá až do 19. století. De administrando imperio obsahuje zprávy o zemích a národech sousedících s Byzancí. Vychází z tajných archivních dokumentů i zpráv císařských vyzvědačů a představuje praktickou encyklopedii zahraniční politiky. Obsahuje například zprávy o Velké Moravě (také jako první užil tohoto názvu), pověst o třech synech knížete Svatopluka ad. Vnitropolitické poměry chtěl císař zachytit v díle O thematech, které však zůstalo ve fázi výpisků.